# ハリヨの夏
『ハリヨの夏』（～なつ）は2006年公開の日本映画。中村真夕の初監督作品であり、於保佐代子の初主演作、また当時新人だった高良健吾の映画初出演作でもある。中村監督はニューヨーク大学大学院映画科出身であり、このため当作にも邦画でありながら「THE SUMMER OF STICKLEBACK 」という原題が存在する。

## 概要
1990年の京都を舞台に、少女の青春期の一年間を描いている。東京のシネマート六本木、及び京都の京都シネマで公開された。現在はジェネオンエンタテインメントからDVDが発売されている。

## ストーリー
初夏の鴨川沿いを二台の自転車が駆け抜けてゆく。制服の二人はやがて川に飛び込み遊び始める。泳げない瑞穂（於保佐代子）と、水泳部のエースである翔（高良健吾）。泳ぎ疲れた二人は日の当たる川辺に横たわる。海水パンツ一枚の翔の隣り、スカートを傍の草の上に干し、ブルマーとシャツで横たわる瑞穂はまだまるで少年のようだ。まだ互いを男女と意識していない子供のような仲の良さ……。
高校三年生の大島瑞穂の両親は別居中で、瑞穂はまだ幼い妹の治子と共に京都で母（風吹ジュン）と暮らしている。だが、彼女が肉親としてより親しみを感じていたのは、社交的な母の敦子よりも、今は大阪でひとり予備校教師として暮らしている寡黙な父の洋介（柄本明）の方だった。浴衣姿のカップルの並ぶ鴨川べりで、並んで座る瑞穂と父。その日、父が彼女に渡した物は、クーラーボックスに入った「ハリヨ」の稚魚。背中のトゲでその小さな身体を守る、清流にしか棲まない魚……。
母のギターの弾き語りをしている店で、アメリカのイラク侵攻のニュースが流れている。それに対するコメントを求められるが、答えようとしないチャーリー（キャメロン・スティール）。今は女子大で英語を教えているという、母のボーイフレンドと思しきこの男に反発する瑞穂だが、彼がその左足を引き摺っている事に気づく。
学生運動の中で出会い、結婚した両親。母の部屋の隅にはその頃のものが今なお捨てずに残してある。その中からみつけた、父のイニシャルが表紙に書かれた一冊のノート。其処に記された父が書いたと思しき詩を、瑞穂は一人読む。
別居中の両親の離婚は秒読み段階に入っていた。苛立ちをぶつけるように夜の学校のプールで水を蹴る瑞穂。息も吐かずに急いで前へ進もうとするから余計に進めない。彼女のその泳ぎ方は、彼女の生き方そのもののようだ。やがて訪れる瑞穂の誕生日、来ると約束した父は来ず、母の友人達がやってくる。家族のプライベートなはずのイベントにすら自分の友人を招いてしまう母に、苛立ちを覚えずにいられない瑞穂。記念写真を撮るとき、肩に回されたチャーリーの手に、耐え切れなくなった瑞穂は家を飛び出し大阪へ向かうが、仕事を終えて出てきた父に彼女より先に声を掛けたのは、父の今の恋人だった。自分の立ち位置を見失った瑞穂は夜の学校に翔を呼び出し、迫るが、翔は彼女を拒絶する。そしてある日、浄水器のコードを抜かれた水槽の中でハリヨも何匹かが死んでいた……。

## キャスト
大島瑞穂：於保佐代子
杉本翔：高良健吾
大島敦子：風吹ジュン
大島洋介：柄本明
チャーリー・シャーマン：キャメロン・スティール
大島治子：松本花奈
- 三木先生：谷川俊太郎

生物教師
- 大田節子：前田昌代

洋介の現在の恋人。瑞穂達の弟を出産する。
- 甲斐：甲斐扶佐義

(写真家でありほんやら洞のオーナー。ほんやら洞は当作中で敦子が勤めている店であり、本人役としての出演である)
- 桜井直子：五十嵐愛生

瑞穂のクラスメート。自称、親友。
- 鴨川べりのトランペッター：大山渉

（大山渉がトランペッターを務めるジャズインストバンドPE'Zは本作のサントラを担当している）
- 大学院生：山地健二
- 岡本：若林宏紀

退学する瑞穂に足を引っ掛けて転ばせ嘲笑する男子生徒
- 看護婦：友寄由香利